# Deane Leonard
Deane Leonard (Calgary, Alberta, 20 de noviembre de 1999) es un jugador profesional canadiense de fútbol americano que se desempeña en la posición de cornerback en Los Angeles Chargers, equipo de la National Football League (NFL).

## Carrera
Fue seleccionado en la séptima ronda en la Reunión Anual de Selección de Jugadores de la NFL de 2022. Hizo su debut profesional con el equipo Los Angeles Chargers, donde lleva jugando dos temporadas.